# Ardito (1913)
«Ардіто» (італ. Ardito) - ескадрений міноносець типу «Індоміто» ВМС Італії часів Першої світової війни.

## Історія створення
Ескадрений міноносець «Ардіто» був закладений у 1912 році на верфі «Cantiere Pattison» в Неаполі. Спущений на воду 20 жовтня 1913 року, того ж року вступив у стрій.

## Історія служби

### Перша світова війна
Після вступу Італії у Першу світову війну есмінець «Ардіто» разом з «Анімозо», «Аудаче», «Арденте» та «Франческо Нулло» був включений до складу I ескадри есмінців, яка базувалась у Бріндізі.
9 червня «Ардіто» разом з есмінцями «Інтрепідо», «Індоміто», «Іррек'єто», «Інсідіозо», «Анімозо», «Імпетуозо», «Арденте», «Аудаче» і крейсер-скаут «Куарто» супроводжували крейсери «Джузеппе Гарібальді» і «Веттор Пізані», здійснюючи обстріли албанського узбережжя.
11 липня есмінці «Ардіто», «Анімозо», «Аудаче», «Арденте»,  «Страле», крейсери «Куарто», «Марсала», допоміжний крейсер «Чітта ді Палермо» та міноносці «Кліо», «Кассіопея», «Калліопе», «Айроне», «Арпіа» провели десантну операцію на острові Пелагроса.
17 липня  «Ардіто» разом з крейсерами «Джузеппе Гарібальді», «Варезе», «Веттор Пізані», есмінцями «Арденте», «Страле» та 8 міноносцями вирушив на обстріл Рагузи та Цавтату. Операція була скасована через активність ворожих підводних човнів. Але на зворотному шляху ескадра була атакована підводним човном «U-4», внаслідок чого крейсер «Джузеппе Гарібальді» був потоплений.
У ніч з 11 га 12 грудня 1915 року «Ардіто» та «Сімоне Ск'яффіно» супроводжували з Бріндізі в Дуррес пароплави «Епіро» та «Мольфетта», які доставити припаси для сербських військ.
24 лютого 1916 року «Ардіто» разом з есмінцями «Берсальєре», «Іррек'єто» та допоміжними крейсерами  «Чітта ді Сіракуза» і «Чітта ді Катанія» обстріляли австро-угорські загони поблизу Дурреса.
31 травня «Ардіто» та допоміжний крейсер «Чітта ді Сіракуза» патрулювали Отрантський бар'єр. Разом з есмінцем «Аквілоне» та міноносцем «Чентауро» атакували та примусили до втечі австро-угорські есмінці «Балатон» та «Ор'єн», які атакували бар'єр та потопили один дрифтер.
11 травня 1917 року ескадра у складі есмінців «Анімозо», «Аудаче», «Ардіто», «Арденте» та «Джузеппе Чезаре Абба» прибула до Венеції для протидії австро-угорським есмінцям та міноносцям.
29 вересня 1917 року «Ардіто» разом з есмінцями  «Спарвіеро», «Джузеппе Чезаре Абба», «Джованні Ачербі», «Вінченцо Джованні Орсіні», «Франческо Стокко», «Арденте», «Ардіто» супроводжували атаку літаків на Пулу.
28 листопада есмінці «Ардіто», «Спарвіеро», «Аквіла», «Анімозо», «Арденте»,  «Джузеппе Чезаре Абба», «Аудаче», «Вінченцо Джованні Орсіні», «Джованні Ачербі», «Джузеппе Сірторі» і «Франческо Стокко» вирушили з Венеції для переслідування австро-угорської ескадри у складі есмінців «Штрайтер», «Гусар», «Дукла» та 4 міноносців, яка обстріляла залізницю поблизу гирла річки Метауро. Італійські кораблі розпочали переслідування, але наздогнали ворожі кораблі занадто близько до Поли.
10 березня 1918 року есмінці «Ардіто», «Арденте», «Аквіла», «Джузеппе Сірторі» і «Франческо Стокко» прикривали атаку торпедних катерів на порт Бакар.
О 15:30 4 листопада «Ардіто» вирушив з Венеції та атакував Ровіго, передавши його під владу Італії. 

### Післявоєнна служба
Після закінчення війни «Ардіто» пройшов ремонт, під час якого було доповнене артилерійське озброєння.
У 1929 році корабель був перекласифікований в міноносець.
У 1931 році корабель був виключений зі складу флоту і знаний на злам.